# Jamestown (Wirginia)
Jamestown, historycznie również James Town, James Towne, Jamestowne oraz James City – pierwsza trwała osada angielskich kolonistów w Ameryce Północnej, na terenie dzisiejszego hrabstwa James City stanu Wirginia (wtedy kolonia Wirginia), założona 14 maja 1607. Historycznie była to druga trwała osada na obszarze dzisiejszych Stanów Zjednoczonych, po założonym w 1565 przez Hiszpanów mieście St. Augustine na Florydzie. Poprzednich 17 prób osadnictwa angielskiego (w tym tak zwana zaginiona kolonia na wyspie Roanoke w Karolinie Północnej) zakończyło się niepowodzeniem.

## Założenie osady
Osada powstała po wylądowaniu w Ameryce trzech angielskich niewielkich statków: „Susan Constant”, „Godspeed” i „Discovery”, należących do Wirgińskiej Kompanii Londyńskiej (ang. The Virginia Company of London), która powstała w celu założenia pierwszej angielskiej kolonii na wybrzeżu amerykańskim, z grupą 39 marynarzy i 104 przyszłych osadników na pokładzie, pod dowództwem kapitanów Christophera Newporta, Bartholomew Gosnolda i Johna Ratcliffe’a.
26 kwietnia 1607 statki dotarły do obszernej zatoki Chesapeake, wpłynęły w nią i żeglowały w górę rzeki James przez 17 dni, dopóki nie znaleziono właściwego miejsca pod założenie osady (ponad 70 km od ujścia). Ku czci ówczesnego króla Anglii Jakuba I nazwano ją Jamestown.
Od września 1608 pierwszym przywódcą („admirałem”) osady został kapitan John Smith, pokonując w wyborach kontrkandydata Ratcliffe’a. W październiku tego samego roku dotarł do osady statek z zaopatrzeniem – „Mary and Margaret” – na pokładzie którego znajdowało się 17 dalszych osadników (w jęz. oryginału „seaventie”), głównie „Holendrów, Niemców i Polaków”, wyspecjalizowanych w produkcji szkła, smoły, potażu. Już po miesiącu uruchomiono takie manufaktury, a w grudniu wysłano do Anglii próbki produktów: „tryals of Pitch, Tarre, Glasse, Frankincense, Sope Ashes with Clapboard and Waynscot”.
Osada od początku miała kłopoty z powodu konfliktów z miejscowymi plemionami indiańskimi z federacji Powatanów (po raz pierwszy – już w dwa tygodnie po przybyciu, gdy Smith prowadził grupę osadników w górę rzeki Chickahominy celem zdobycia pożywienia; w pewnym momencie oddziałek został otoczony przez Powatanów i wybity niemal do nogi, a sam Smith – schwytany i skazany na śmierć – został w ostatniej chwili uratowany za wstawiennictwem córki wodza o imieniu Matoaka, w dziejach wczesnego osadnictwa lepiej znanej pod imieniem Pocahontas). W 1609 Smith, po przypadkowym zranieniu, wyjechał do Anglii, po czym nastąpił okres rozprzężenia (zwłaszcza po śmierci jego następcy – Ratcliffe’a – zamęczonego na śmierć przez Powatanów) i głodu, który przetrwało zaledwie 65 kolonistów.

## Przypadkowe odkrycie Bermudów
W roku 1609 wyruszyła z Plymouth flotylla Kompanii Wirginijskiej. Podczas silnego sztormu na Atlantyku flagowy okręt flotylli, „Sea Venture”, na pokładzie którego znajdowali się admirał sir George Somers, sir Thomas Gates, William Strachey i inni notable wczesnego okresu kolonizacyjnego, oddalił się od siedmiu pozostałych statków i dotarł aż do archipelagu Bermudów, gdzie wszedł na rafy. Załodze i pasażerom udało się nie tylko ocalić życie, ale nawet towary z ładowni i większość takielunku i uzbrojenia. Sam okręt był nie do uratowania.
Rozbitkowie nie próżnowali. Szalupa okrętowa została wyposażona w maszt i żagiel i wysłana na poszukiwanie Wirginii. Nikt więcej ani łodzi, ani jej załogi nie widział. Pozostali spędzili na Bermudach dziewięć miesięcy, budując dwa niewielkie stateczki „Deliverance” i „Patience” z rosnących na wyspach jałowców bermudzkich. Wreszcie, w kwietniu 1610 r., oba statki wyruszyły na północ, a na Bermudach pozostawiono jedynie dwóch ludzi (w celu dowiedzenia brytyjskich praw do archipelagu).
23 maja 1610 wędrowcy dotarli do Jamestown, które zastali niemal bezludne i w ruinie. Po krótkiej naradzie postanowiono porzucić Wirginię i wrócić do Anglii, ale w tym momencie przybyła flotylla pod dowództwem królewskiego gubernatora Thomasa Westa, barona De La Warr, wzmacniając siły kolonii. Nowy przełożony zmusił kolonistów do powrotu i odbudowy zniszczonego osiedla.
Kilku najbardziej krnąbrnych wsadzono na jeden ze statków i posłano na południe. Założone przez nich na wyspie Bermuda osiedle otrzymało nazwę Hamilton i w ten sposób Bermudy stały się drugą stałą kolonią angielską w Ameryce Północnej.

## Trudy życia w kolonii
W 1612 w okolicach Jamestown, głównie nad brzegami rzeki James, powstały pierwsze plantacje tytoniu – główne źródło utrzymania osadników przez wiele lat (eksport tytoniu do Anglii zaczął się na dobre w roku 1617). Stolicą kolonii było Jamestown; tu mieściły się jej władze i jedyny ośrodek handlowy, ale położenie było fatalne. Osadnicy narzekali na doroczne plagi komarów, niezdatną do picia wodę burzliwej, pływowej rzeki, jak i niewielkie możliwości rozbudowy osiedla (bagnisty teren). Powtarzające się pożary i podtopienia powodowały, że władze kolonii zmuszone były przenosić się (czasami na dłużej) do pobliskiej, ufortyfikowanej i wysoko położonej Middle Plantation.

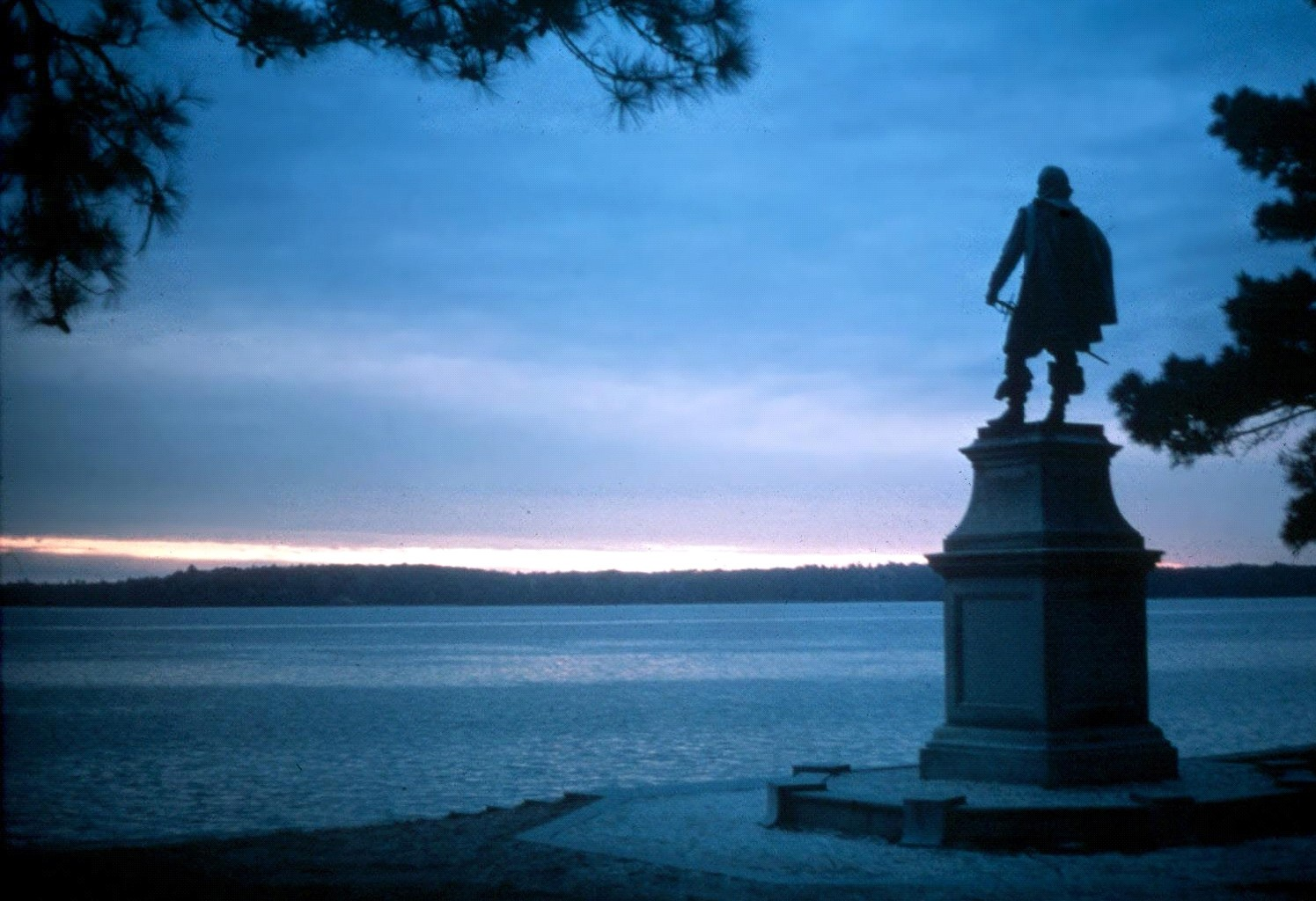
Widok na rzekę James i pomnik kpt. Johna Smitha

W 1619, gdy liczba mieszkańców przekroczyła tysiąc, powstała Rada Mieszkańców (ang. the House of Burgesses). Jednym z pierwszych jej zarządzeń była rozbudowa plantacji w centra handlowo-rzemieślnicze tak, by po jakimś czasie zaczęły przekształcać się w ośrodki miejskie, stolice hrabstw. W tym samym roku odnotowano pierwszy strajk polskich hutników szkła walczących o równouprawnienie polityczne oraz przybycie pierwszych 20 czarnych niewolników na sprzedaż. Jednym z nich był Anthony Johnson, który w roku 1623 uzyskał wolność, a w roku 1651 był na tyle bogaty, że mógł sprowadzić pięciu własnych niewolników dla uprawy 100 ha przydzielonej mu ziemi.
W 1622 nastąpił atak Indian, którym osadnicy zabierali ziemię, co zakończyło się śmiercią 350 mężczyzn, kobiet i dzieci. Odwetowe uderzenie sprawiło, że Indianie zostawili osadników w spokoju na następne dwadzieścia lat, po czym (w 1644) nastąpił kolejny atak powodujący spory zamęt i ponowny spadek liczebności mieszkańców już ukształtowanej kolonii. Każdy z indiańskich ataków powodował odwetowe ekspedycje karne, których celem było zabicie jak największej liczby Indian, zniszczenie ich wiosek, zapasów żywności i pól uprawnych.
By zapewnić napływ nowych ochotników Kompania Wirginijska posłała do Jamestown pewną liczbę „młodych, przystojnych i poprawnie wykształconych kobiet” na ewentualne żony dla wirginijskich kawalerów.
W 1676 doszło do rebelii przeciwko rządom królewskiego gubernatora, sir Williama Berkeleya. Powstaniu przewodził jego krewniak, plantator, niejaki Nathaniel Bacon; efektem było spalenie osady do gruntu; po kolejnym pożarze w roku 1699 zdecydowano o przeniesieniu się pozostałych kolonistów do dawnej Middle Plantation, dziś Colonial Williamsburg w Williamsburgu. Na krótko przed upadkiem (w roku 1693) miasto uzyskało przywilej królewski zezwalający na budowę szkoły wyższej „College of William and Mary”, przy czym budowę szkoły podjęto od razu w nowej stolicy.

## Czasy dzisiejsze
Do czasów dzisiejszych zachowały się w Jamestown nieliczne resztki zabudowań (m.in. wieża kościoła) i groby z początkowego okresu osadnictwa. Obecnie Jamestown jest częścią parku narodowego Virginia’s Colonial National Historical Park. Tereny dawnego centrum miasta znajdują się pod opieką Stowarzyszenia Ochrony Zabytków Wirginii (ang. The Association for the Preservation of Virginia Antiquities).
W 1957, w odległości około 800 m od dawnego centrum miasta, zbudowano Jamestown Festival Park. W parku znajdują się repliki pierwszego portu kolonii, domu zebrań Powhatanów i dawnych statków, które przywiozły pierwszych osadników („Susan Constant”, „Godspeed” i „Discovery”). Miejsce odwiedzane jest przez setki tysięcy turystów każdego lata. W 2007 Jamestown obchodziło 400-lecie założenia. Żadna organizacja polonijna nie zadbała o zaznaczenie obecności Polaków wśród pierwszych osadników, w związku z czym Amerykanie polskiego pochodzenia nie zostali zaproszeni do udziału w obchodach.
17 grudnia 2008 Narodowy Bank Polski upamiętnił 400 rocznicę przypłynięcia Polaków do Ameryki, do Jamestown, przez wydanie trzech rodzajów monet o nominałach 2, 10 i 100 złotych. Na uwagę zasługuje srebrna moneta o nominale 10 zł, która jako jedyna moneta wydana w Polsce posiada zamiast metalowego środka szklaną soczewkę, mającą symbolizować fakt, że pierwsi polscy osadnicy byli hutnikami szkła.